# Wielersport op de Middellandse Zeespelen 2022
Wielersport is een van de sporten die beoefend werden tijdens de Middellandse Zeespelen 2022 in Oran, Algerije. Er waren, net als bij de voorgaande editie, vier onderdelen: twee bij de mannen en twee bij de vrouwen.

## Uitslagen

### Mannen
| Event   | Goud         | Zilver       | Brons               |
| ------- | ------------ | ------------ | ------------------- |
| Wegrit  | Paul Penhoët | Ewen Costiou | Valentin Retailleau |
| Tijdrit | Rafael Reis  | Enzo Paleni  | Ognjen Ilić         |

### Vrouwen
| Event   | Goud              | Zilver         | Brons           |
| ------- | ----------------- | -------------- | --------------- |
| Wegrit  | Barbara Guarischi | Daniela Campos | Sandra Alonso   |
| Tijdrit | Vittoria Guazzini | Eugenia Bujak  | Cédrine Kerbaol |

## Medaillespiegel
| Plaats | Land      | Goud | Zilver | Brons | Totaal |
| 1      | Italië    | 2    | 0      | 0     | 2      |
| 2      | Frankrijk | 1    | 2      | 2     | 5      |
| 3      | Portugal  | 1    | 1      | 0     | 2      |
| 4      | Slovenië  | 0    | 1      | 0     | 1      |
| 5      | Servië    | 0    | 0      | 1     | 1      |
| 5      | Spanje    | 0    | 0      | 1     | 1      |
| Totaal | Totaal    | 4    | 4      | 4     | 12     |

1955 · 1959 · 1963 · 1967 · 1971 · 1975 · 1979 · 1983 · 1987 · 1991 · 1993 · 1997 · 2001 · 2005 · 2009 · 2013 · 2018 · 2022
Atletiek · Badminton · Basketbal · Bocce · Boksen · Boogschieten · Gewichtheffen · Gymnastiek · Handbal · Judo · Karate · Paardensport · Schermen · Schietsport · Taekwondo · Tafeltennis · Tennis · Voetbal · Volleybal · Waterpolo · Wielersport · Worstelen · Zeilen · Zwemmen